# 巴黎承诺
《巴黎承诺》（Paris Commitments）是一份国际间声明文件。2007年2月5日至6日，儿童避于战争会议在法国首都巴黎举行。2月6日，来自58个国家的代表在法国首都巴黎签署，承诺全力阻止征募和使用童兵。